# Milan Rakovac
Milan Rakovac (Rakovci kraj Poreča, 12. prosinca 1939.), hrvatski književnik, publicist i prevoditelj. Djela su mu prevođena na talijanski, engleski, njemački, slovenski i ukrajinski.

## Životopis
Rodio se u Rakovcima kraj Poreča 1939. godine u obitelji poznatog narodnog heroja Joakima Rakovca. Pučkoškolsku i gimnazijsku naobrazbu stekao u Puli i Zagrebu. Završio je Vojnopomorsku akademiju u Divuljama. Napustivši vojnu službu, obnaša određene političke dužnosti u Puli i Rijeci. Dvije godine bio je glavni urednik pulskih dnevnih novina Glasa Istre (1973. – 1975.). Redovito objavljuje novinske kolumne i publicističke tekstove. Svojedobno, od prvih dana utemeljenja, vrlo aktivan u Čakavskome saboru gdje aktivno djeluje u radu tijela i katedri na raznim dužnostima.
Član Društva hrvatskih književnika, od 1980. godine, te Hrvatskog društva pisaca i Matice hrvatske.
Notiran u Hrvatskome leksikonu II (Zagreb, 1997.).
Živi u Zagrebu. Radio je kao urednik na Hrvatskoj televiziji. Sudjeluje u književnim događanjima i krugovima u Zagrebu, Istri, Trstu, Sloveniji, Beogradu i drugdje, održavajući veze i razmjene među književnim i društvenim krugovima. Potpisnik je Deklaracije o zajedničkom jeziku, u kojoj se tvrdi da se u Hrvatskoj, Bosni i Hercegovini, Srbiji i Crnoj Gori govore nacionalne standardne varijante zajedničkog policentričnog standardnog jezika. Na njegovu je inicijativu 2000. godine osnovan Forum Tomizza, koji se održava u Umagu, Kopru i Trstu, promičući društveni i kulturalni dijalog u pograničnom prostoru slavenskog, romanskog i germanskog kulturnog kruga. Projekt se oslanja na život i djelo književnika Fulvija Tomizze (Materada, 1935. – Trst, 1999.), vezanog uz istarski, koparski i tršćanski krug.

## Književno stvaralaštvo
U romanima i pripovijetkama oblikuje osobitu narativnu strukturu služeći se pri tom amalgamom koji je neobična mješavina književnoga standarda i čakavsko-talijansko-englesko-njemačkih dijalektalnih ili govornih izraza.
U romanu "'Riva i druži" (Zagreb, 1983.) složenim, eruptivnim jezikom i fragmentiranom formom prikazuje kompleksno novo doba koje nastupa pripajanjem Istre Hrvatskoj 1945., dolaskom Saveznika u Pulu, i masovnim odlaskom građanskog talijanskog stanovništva iz Pule u idućim godinama. Roman se temelji na autobiografskim elementima. Radnja je smještena u Pulu, manjim dijelom u Rakovčevo rodno selo pored Poreča u kojem je proveo rano djetinjstvo, te Zagreb. Pripovijest teče iz vizure dječaka Grga, koji s majkom i mlađim bratom dolazi u Pulu nakon što su u partizanskom ustanku izgubili oca. Dječak svjedoči turbulentnim događanjima i o njima pripovijeda na čakavskom dijalektu zapadne Istre, koji se miješa sa standardnim hrvatskim jezikom, istrovenetskim dijalektom na kojem se odvijaju brojni dijalozi, i drugim idiomima. Značajan dio proznog tkiva su citati iz hrvatskih i talijanskih novina onoga vremena. U 'Riva i druži Rakovac prikazuje sudar starih i novih svjetova, ruralnog slavenskog iz kojeg i sam potječe, i urbanog talijanskog koji nakon 1945. napušta zavičaj u kojem je stoljećima živio. Roman je nakon prvog zagrebačkog izdanja doživio još dva izdanja u Puli (1984. i 1995.) Nakon objave je bio u užem izboru za nekoliko važnih nagrada u konkurenciji knjiga iz čitave Jugoslavije. Naslov potječe od talijanskog izraza "Arriva i drusi", što u prijevodu znači "stižu drugovi". U nekim se varijantama bilježi i kao "'Riva i druxi", pri čemu se hrvatski glas "ž" u talijanskom pismu bilježi grafemom "x". Po njemu je 2008. u Istarskom narodnom kazalištu postavljena istoimena predstava.
Suautor u nekoliko grafičko-pjesničkih mapa, npr. sa slikarima Milanom Legovićem (Kus kamika, Pula, 1982.), Ivanom Obrovcem (Istarski rukopisi – Caligrafie istriane, 1998.) itd. Zastupljen u antologijama, zajedničkim zbirkama, leksikonima i sl. – primjerice, Zvane Črnje i Ive Mihovilovića (Korablja začinjavca, Rijeka, 1969.), Milorada Stojevića (Čakavsko pjesništvo XX. stoljeća, Rijeka, 1987.), Mirjane Strčić (Hrvatsko pjesništvo Istre 19. i 20. stoljeća – Istarska pjesmarica, Pula, 1989.), Borisa Biletića (I ča i što i kaj – iz suvremene hrvatskoistarske lirike, Pula, 1997.), Daniela Načinovića (Priče iz Istre – hrvatski pripovjedači XX. stoljeća, Pula, 1999.); u izborima Osamljenik (Zagreb, 1993.) i Europa erlesen – Istrien (Klagenfurt/Celovec – Austrija, 1998.) i dr.
Njegova djela prevođena su na talijanski, njemački, engleski, ukrajinski i slovenski jezik. Nekoliko je njegovih pjesama uglazbljeno. Samostalno ili u suautorstvu pisac je tekstova u više monografija na hrvatskome i/ili stranim jezicima. Bio je članom više uredništava (edicije "Istra kroz stoljeća", časopisa “Istra” i “Nova Istra”). Godine 2015. su mu u izdanju VBZ-a izašla "Izabrana djela" u četiri sveska.
Godine 2011. Istarski ogranak DHK iz Pule objavio je knjigu "Književni portret: Milan Rakovac" (142 str + DVD u trajanju od 90 min.), koja donosi najvažnije kritičke i esejističke tekstove o književniku, naslovnice svih knjiga, obiteljske fotografije i snimak intervjua sa spisateljem (iz 2010.).

### Prevoditelj
S talijanskoga jezika preveo je roman Bolji život Fulvija Tomizze (Pula-Rijeka, 1980.), dokumentarnu knjigu Izbrisani identitet Paola Parovela (Pazin, 1993.) i studiju Jadranski iredentizam Angela Vivantea (Zagreb, 2002.).

## Radio i TV
Autor nekoliko kulturološko-povijesnih ogleda emitiranih na Trećemu programu Hrvatskoga radija. Napisao je scenarije za televizijski film Grgo gre u Pazin (Televizija Zagreb, 1983.; redatelj: Vladimir Fulgosi) i igrani film Na istarski način (Adria film, Zagreb 1986.; redatelj: Vladimir Fulgosi).

## Nagrade
- 1963.: Prva nagrada za zbirku pjesama, natječaj, Pula.[1]
- 1986.: Prva nagrada za pripovijest, Međunarodni skup, Portorož.[1]
- 2007.: Treća nagrada za dramski tekst Marin Držić.[1]

## Djela
- Joakim Rakovac (životopis), Narodna armija, Beograd, 1977.
- Rušnjak, 35 godina: 1943-1978. (suautor Drago Orlić) (monografija), 30 dana, Poreč, 1979.
- Priko Učke (poezija, eseji, putopisi, zapisi), "Istra kroz stoljeća" (II. kolo, knj. 12), Čakavski sabor–Istarska naklada–Otokar Keršovani, Pula–Rijeka, 1980.
- Sik (pjesme), Otokar Keršovani, Rijeka, 1980.
- 'Riva i druži ili, caco su nassa dizza (roman), Globus, Zagreb, 1983. (2. izmij. izd., Istarska naklada, Pula, 1984., pogovor Alda Klimana: “Fantazmagorični svijet stvarnosti”).
- Haluj ili Sunce je ditesino zlatno (roman, sv. sadrži i scensku igru Politeama ili lokalno-globalni patatrac), Istarska naklada, Pula, 1986.
- Sliparija (roman), Jugoart, Zagreb, 1986.
- Snovid (roman), Naprijed, Zagreb, 1987.
- Hrvatska (fotomonografija, fotografije: Branko Babić), Motovun, 1987.
- Narodni heroj Đusepe Budičin Pino (životopis), Vojnoizdavački i novinski centar, Beograd, 1988.
- Istragram: štorije i uganke (kratke priče), Areagrafika, Zagreb, 2000.
- Sliparija (obnovljeno), Istra kroz stoljeća, Pula, 2004.
- Cha for kids: pismarica ditinjska, Školska knjiga, Zagreb, 2004.
- La Triestina (roman), Rijeka, 2006.
- Kvarnerski otočni lucidar, Dom i svijet, Zagreb, 2006.
- Besida priletuća (poezija), DHK, Zagreb, 2009.
- Sinovi Istre (eseji), IO DHK, Pula, 2009.
- Lac i škriljak (esej o lovstvu), Poreč, 2012.
- Adrianske kartoline: (korešpondenca 2010. - 2020.) s Jovanom Nikolaidisom, Shura publikacije, Opatija, 2021.
- Slovo Bosni, Shura publikacije, Opatija, 2023.